# کریستین زاژاکوفسکی
کریستین زاژاکوفسکی (انگلیسی: Christian Zajaczkowski؛ زادهٔ ۱۶ فوریهٔ ۱۹۶۱) بازیکن فوتبال اهل فرانسه است.
از باشگاه‌هایی که در آن بازی کرده‌است می‌توان به باشگاه فوتبال لو آور، باشگاه فوتبال رن، باشگاه فوتبال لانس، و باشگاه فوتبال پاری سن ژرمن اشاره کرد.
وی همچنین در تیم ملی فوتبال زیر ۲۱ سال فرانسه بازی کرده‌است.